# Conclave de 1484
El conclave dut a terme entre el 26 i el 29 d'agost de 1484, va acabar amb l'elecció d'Innocenci VIII després de la mort del Papa Sixt IV.

## La mort de Sixt IV
Sixt IV va morir de gota el 12 d'agost de 1484 a les 5 del matí, a l'edat de 70 anys. En el moment de la seva mort quatre dels seus familiars eren cardenals. La major part d'ells van tenir un paper important en el tauler de l'Església, especialment Giuliano della Rovere, de 41 anys. El Papa mort no gaudia de popularitat entre els romans; de manera que el període de 1484 va ser un dels més sagnants de tot el segle, caracteritzat per les baralles entre els opositors a Sixt IV, i els seguidors del difunt Papa i les famílies romanes.

## Llista de Cardenals del Col·legi Cardenalici (1484)

### Cardenals presents
Al conclave van assistir 25 dels 32 cardenals que existien en aquella època:
- Roderic de Borja, Degà del Col·legi Cardenalici i arxipreste de Sant Joan del Laterà.
- Oliviero Carafa, vicedegà del Col·legi Cardenalici.
- Marco Barbo, patriarca d'Aquileia.
- Giuliano della Rovere
- Giovanni Battista Zeno, arxipreste de la Basílica Vaticana.
- Giovanni Michiel
- Stefano Nardini
- Giovanni Battista Cibo, camarlenc del Sacre Col·legi.
- Giovanni Arcimboldi, Prefecte de la Signatura Apostòlica de Justícia.
- Philibert Hugonet
- Jorge da Costa
- Girolamo Basso della Rovere
- Gabriele Rangoni, O.Min.Obs.
- Pietro Foscari
- Joan de Nàpols
- Domenico della Rovere
- Giovanni Conti
- Joan Margarit i Pau
- Giovanni Giacomo Sclafenati
- Francesco Todeschini Piccolomini, protodiaca.
- Rafaele Galeotto Riario
- Giovanni Battista Savelli
- Giovanni Colonna
- Giovanni Battista Orsini
- Ascani Maria Sforza

Entre els electors havien 21 italians, 2 catalans ( Borja i Margarit), 1 francès (Hugonet) i 1 portuguès (da Costa). Quatre cardenals: Domenico i Giuliano della Rovere, Girolamo Basso della Rovere i Rafaele Galeotto Riario eren familiars del Papa mort. El Cardenal Rangoni, malgrat ser italià, representava els interessos del Regne d'Hongria.
Només 19 dels electors van ser proclamats per Sixt IV. 4 van ser nomenats pel Papa Pau II, 1 per Pius II (protodiaca Piccolomini) i 1 per Calixt III (el degà Borja).

### Cardenals absents
Set cardenals no van participar en les eleccions, entre ells 3 francesos, un castellà, un català, un italià i un anglès:
- Jean de la Balue, legat papal a França.
- Lluís Joan del Milà i Borja
- Thomas Bourchier, arquebisbe de Canterbury.
- Pedro González de Mendoza
- Carles II de Borbó
- Paolo Fregoso
- Pere de Foix

Quatre van ser nomenats per Sixt IV, dos per Pau II, i un per Calixt III.

## Faccions

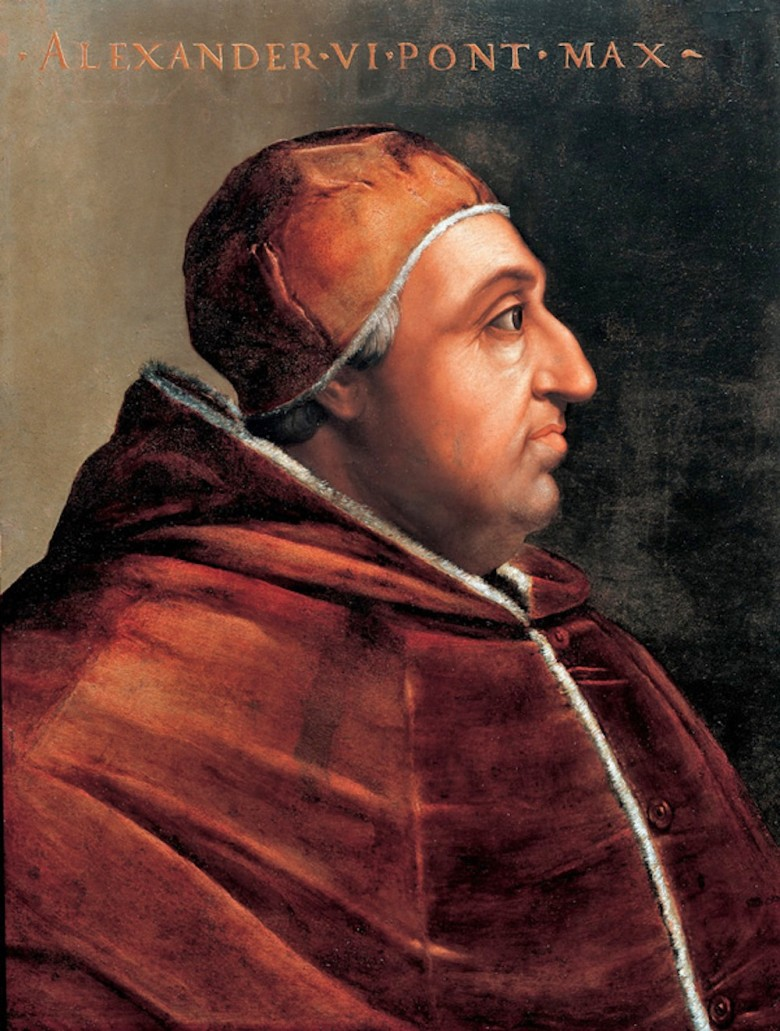
Cardenal-Degà Roderic de Borja, futur Alexandre VI.

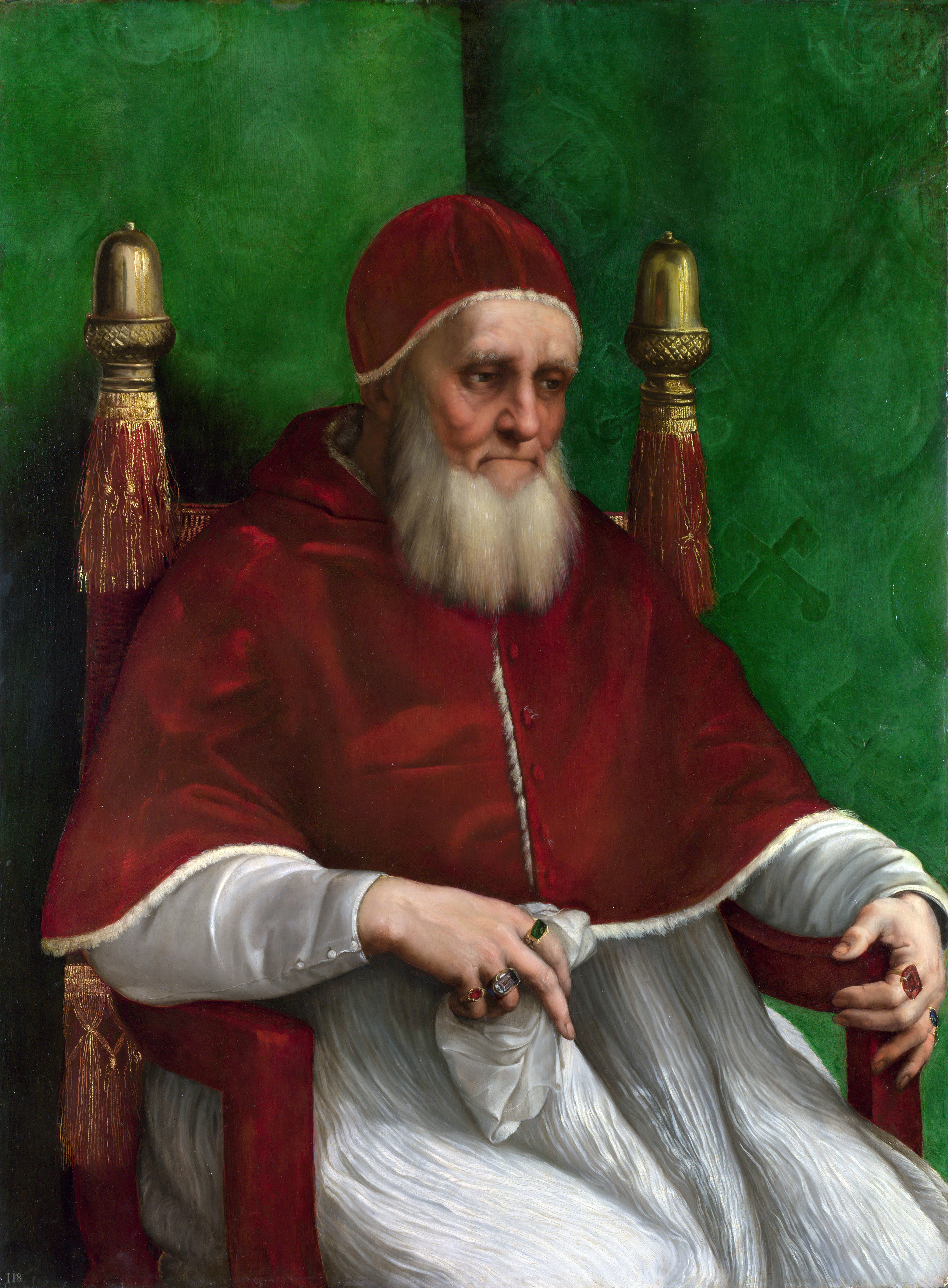
Giugliano della Rovere, futur Juli II.

Entre els electors es van distingir dos partits diferents. Una facció va donar suport al manteniment de la pau a Itàlia, representada pel tractat de pau de Bagnolo, que posava fi a l'anomenada "Guerra de Ferrara". L'altra facció defensava tractar de reforçar els Estats Pontificis, especialment en les relacions amb el Regne de Nàpols, encara a costa de trencar la pau. Encapçalava la primera fracció el Cardenal-Degà Roderic de Borja. L'altre líder va ser el Cardenal-nebot Giuliano della Rovere. Malgrat aquestes divisions, un nombrós grup de cardenals no es decantava per cap de les dues faccions.

## Els candidats per al papat
L'ambaixador del Ducat de Màntua, en el seu informe del 15 d'agost de 1484, va argumentar que era la millor oportunitat pel cardenal Stefano Nardini. Entre els papables eren considerats Giovanni Conti de 70 anys, amb el suport dels influents Orsini. Nàpols va donar suport a la candidatura de Francesco Piccolomini, i el Ducat de Milà al cardenal Marco Barbo. Va treballar activament per donar suport a la seva candidatura el cardenal Roderic de Borja oferint suborns a diversos cardenals. Giuliano della Rovere va tractar de triar a un feble, per poder mantenir els seus interessos.

## Conclave
El conclave va començar el 25 d'agost amb una missa per l'Esperit Sant, celebrada pel cardenal Marco Barbo, bisbe de Palestrina. Durant l'inici es va elaborar un text de capitulació conclave, que es va signar el 27 d'agost. En ell s'estipulava l'obligació de seguir lluitant contra l'Imperi Otomà i enfortir la posició del Col·legi Cardenalici enfront del nou Papa.
La primera votació es va dur a terme el matí del 28 d'agost. Aquesta va acabar gairebé en l'elecció del cardenal Barbo, però ràpidament es va decidir no elegir-lo ja que la majoria dels cardenals no desitjava el triomf de Barbo, no només perquè era venecià, sinó també perquè tenia reputació d'un asceta pietós, enfront de la vida secular de la majoria dels prínceps de l'església d'aquella època.
Després de la primera votació, el cardenal Borja, malgrat els seus esforços, tenia poques possibilitats de ser triat. En aquesta situació, va proposar la candidatura del vicecanceller papal i compatriota, el cardenal Joan Margarit. Aquest era molt més gran que Borja i no gaudia de bona salut, la qual cosa donava esperança que el seu pontificat fos breu (efectivament, Margarit va morir uns mesos després del conclave). Aquesta candidatura va obtenir un suport reduït, per la qual cosa es va proposar la candidatura del cardenal de 52 anys Cibo. El bisbe d'Òstia va tenir gran èxit, arrossegant al seu costat gran suport. En la nit del 28 d'agost, el cardenal Cibo va signar en la seva cel·la diverses regalies als cardenals a canvi dels seus vots, per la qual cosa l'opció del matí era segura. Alguns dels electors es van comprometre davant els oferiments del cardenal Della Rovere, que confirma el seu paper de lideratge en els esforços per triar a Cibo, el qual era molt pobre i del que poc podien obtenir els Cardenals per al seu benefici personal.

## Elecció d'Innocenci VIII

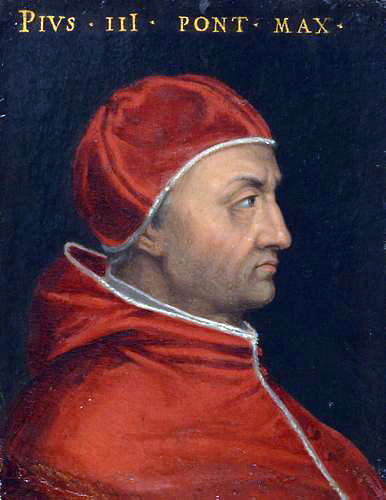
Protodiaca Francesco Piccolomini, futur Pius III.

En la votació del matí del 29 d'agost, per unanimitat va ser elegit Cibo, que va prendre el nom d'Innocenci VIII. A les 9 del matí, el protodiaca Piccolomini va donar als romans la fórmula del Habemus Papam. El 12 de setembre es va inaugurar oficialment el pontificat de Innocenci, durant el qual Piccolomini va coronar a Cibo amb la tiara pontifícia.
Innocenci VIII era un home de caràcter feble i en aquest sentit va complir amb les expectatives dels cardenals Della Rovere i Borja, que van seguir exercint un paper decisiu en la cort papal. Juntament amb l'elecció van recaure en Cibo també alguns tabús, sent el primer Papa que va reconèixer oficialment als seus fills nascuts fora del matrimoni.